# يوري شارجين
يوري شارجين (بالروسية: Шаргин, Юрий Георгиевич)‏ (و. 1960 – م) هو مهندس، ورائد فضاء، ومهندس فضاء جوي من روسيا . ولد في إينجيلز .

## ريادة الفضاء
شارك في المهمات الفضائية:
- Soyuz TMA-5
- Soyuz TMA-4.

## التعليم
تعلم في Military Academy of Strategic Missile Forces (1991–1995)، وMozhaysky Air Force Academy

## جوائز
حصل على جوائز منها:
- بطل الاتحاد الروسي (وسام)
- Medal "For Merit in Space Exploration".